# Konrad II. (Bayern)
Konrad II., Herzog von Bayern (* September/Oktober 1052 wohl in Regensburg; † 10. April 1055 in Regensburg), auch Konrad das Kind oder Konrad von Bayern genannt, war von 1054 bis zu seinem Tod Herzog von Bayern.

## Leben
Konrad war der zweite Sohn von König Heinrich III. aus seiner zweiten Ehe mit Agnes von Poitou und wurde wahrscheinlich in Regensburg geboren, wo er am 10. April 1055 auch starb.
Sein Bruder, Heinrich IV., bettete seinen Leichnam später auf die Harzburg um, wo er im Frühjahr 1074 einer Grabschändung zum Opfer fiel.